# Bazylika św. Marka w Rzymie
Bazylika św. Marka Ewangelisty w Rzymie (wł. San Marco) – rzymskokatolicka bazylika mniejsza w Rzymie, poświęcona św. Markowi Ewangeliście, jeden z najstarszych kościołów w Wiecznym Mieście. Została zbudowana w IV wieku z inicjatywy papieża św. Marka, którego szczątki znajdują się w urnie pod ołtarzem głównym.
Świątynia ta jest kościołem parafialnym parafii San Marco Evangelista al Campidoglio oraz kościołem tytularnym, mającym również rangę bazyliki mniejszej. Jest też kościołem stacyjnym z trzeciego poniedziałku Wielkiego Postu.

## Lokalizacja
Kościół znajduje się w IX Rione Rzymu – Pigna przy placu św. Marka, obok placu Weneckiego. Fasada bazyliki łączy się z elewacją Pałacu Weneckiego.

## Historia
W 336 roku papież Marek zlecił budowę kościoła poświęconego swemu patronowi, św. Markowi Ewangeliście, w miejscu zwanym ad Pallacinas. Początkowo nosił nazwę Titulus Marci i tak widniał na dokumentach synodu zwołanego przez papieża Symmachusa w 499 roku. Z badań archeologicznych wynika, że kościół poważnie ucierpiał w pożarze w V wieku (lub później). W 792 roku papież Hadrian I dokonał renowacji bazyliki, a w 833 roku papież Grzegorz IV całkowicie przebudował świątynię, zmieniając jej orientację (w miejscu starej apsydy powstało wejście i odwrotnie). W 1145 roku do kościoła sprowadzono relikwie papieża św. Marka, które wówczas umieszczono pod głównym ołtarzem. W 1154 roku dobudowano romańską dzwonnicę. Z polecenia pochodzącego z Wenecji papieża Pawła II w latach 1465–1470 przebudowano fasadę bazyliki, nadając jej styl renesansowy (wybudowano m.in. portyk i loggię). Autorstwo projektu przypisuje się Leonowi Battiście Albertiemu. Do przebudowy wykorzystano marmur z Koloseum i Teatru Marcellusa. Ostatnia główna przebudowa wnętrza, w duchu baroku, zaczęła się pomiędzy 1654-57 i kończyła się w latach 1735–1750 przez kardynała Angelo Marię Quiriniego.

## Architektura i sztuka
Fasada bazyliki jest dwupiętrowa, portyk z trzema łukami, u góry loggia również z trzema łukami. W portyku znajdują się starożytne elementy oraz fragmenty z bazyliki usunięte z pierwotnej lokalizacji podczas renowacji.
W portyku znajduje się kilka wczesnochrześcijańskich nagrobków, jak i płyta nagrobkowa Vannozzy Cattanei, kochanki Rodriga Borgii, późniejszego papieża Aleksandra VI. Niedaleko tej płyty zlokalizowana jest cembrowina studni wydrążona w bębnie starożytnej kolumny. Studnia ta prawdopodobnie pierwotnie mieściła się wewnątrz kościoła (podobnie jak w bazylice św. Bartłomieja na Wyspie Tyberyjskiej), ale nie jest znana dokładna jej wcześniejsza lokalizacja.
W tympanonie nad wejściem znajduje się płaskorzeźba z 1464 roku przedstawiająca św. Marka. Po bokach wejścia umieszczono parę kamiennych leżących lwów.

### Wnętrze
Podłoga bazyliki znajduje się poniżej poziomu z doby renesansu. Wnętrze świątyni zachowuje starożytną strukturę bazylikalną, choć jego wystrój jest barokowy. Kościół nie ma transeptu, nawa główna biegnie nieprzerwanie aż do apsydy, ponadto bazylika ma dwie nawy boczne
Widoczne są elementy wskazujące na długą historię bazyliki, m.in.:
- mozaika w absydzie ukazująca papieża Grzegorza IV ofiarującego bazylikę Chrystusowi w otoczeniu świętych i apostołów, w tym św. Marka Ewangelisty i św. Marka papieża[4] (przy czym Grzegorz IV ma kwadratowy nimb nad głową co oznacza, że żył jeszcze podczas tworzenia mozaiki[3]), w niższym pasie znajduje się Baranek Boży otoczony przez 12 owiec symbolizujących Apostołów, po bokach miasta Betlejem i Jerozolima[3];
- drewniane XV-wieczne[3], renesansowe, kasetonowe sklepienie zawierające herb papieża Pawła II;
- grobowiec Leonardo Pesaro z 1796 roku dłuta Antonio Canovy.

## Kardynałowie prezbiterzy
Bazylika św. Marka jest jednym z kościołów tytularnych nadawanych kardynałom-prezbiterom (Titulus Sancti Marci).
- Bonifacy (1100–1130)
- Guido di Castello (1133–1143)
- Gilbert (1143–1150)
- Rolando Bandinelli (1151–1159)
- Giovanni Conti da Anagni (1165–1190)
- Ugolino Conti di Segni (1206)
- Goffredo Castiglioni (1227–1238)
- Guillaume de Bray (1262–1282)
- Pietro Peregrossi (1288–1295)
  - Gian Caetani Orsini, in commendam (1317–1335)
- Bertrand de Déaulx, kardynał prezbiter (1339–1348); komendatariusz (1348–1355)
- Francesco degli Atti (1356–1361)
- Jean de Blauzac, kardynał prezbiter (1361–1372); komendatariusz (1372–1379); od 1378 obediencja awiniońska
- Giovanni Fieschi (1379–1381), obediencja rzymska
- Pierre Amiel de Sarcenas OSB (1379–1389), obediencja awiniońska
- Ludovico de S. Martino di Venezia OFM (1381–1385), obediencja rzymska
- Angelo Correr (1406), obediencja rzymska
- Antonio Calvi (1409–1411), obediencja pizańska
- Guillaume Fillastre (1412–1428), do 1415 obediencja pizańska
- Angelotto Fosco (1431–1444)
- Bartolomeo Vitelleschi (1444–1449), obediencja bazylejska
- Pietro Barbo (1451–1464)
- Marco Barbo, kardynał prezbiter (1467–1478); komendatariusz (1478–1491)
- Lorenzo Cibo de Mari, kardynał prezbiter (1500–1501); komendatariusz (1501–1503)
- Domenico Grimani, kardynał prezbiter (1503–1508); komendatariusz (1508–1523)
- Marco Cornaro (1523–1524)
- Francesco Pisani, kardynał diakon (1528–1555); komendatariusz (1555–1564)
- Luigi Cornaro (1564–1568)
- Luigi Pisani (1568–1570)
- Luigi Cornaro (1570–1584)
- Giovanni Francesco Commendone (1584)
- Agostino Valier (1585–1605)
- Giovanni Delfino (1605–1621)
- Matteo Priuli (1621–1624)
- Pietro Valier (1624–1629)
- Federico Cornaro (1629–1646)
- Marcantonio Bragadin (1646–1658)
- Cristoforo Vidman (1658–1660)
- Pietro Vito Ottoboni (1660–1677)
- Gregorio Barbarigo (1677–1697)
- Marcantonio Barbarigo (1697–1706)
- Giambattista Rubini (1706–1707)
- Gianalberto Badoaro (1712–1714)
- Luigi Priuli (1714–1720)
- Pietro Priuli (1720–1728)
- Angelo Maria Quirini OSBCas, kardynał prezbiter (1728–1743); komendatariusz (1743–1755)
- Carlo Rezzonico (1755–1758)
- Daniele Delfino (1758–1762)
- Antonio Marino Priuli (1762–1772)
- Carlo Rezzonico, kardynał prezbiter (1772–1773); komendatariusz (1773–1799)
- Ludovico Flangini Giovanelli (1800–1802)
- Luigi Ercolani, komendatariusz (1816–1817); kardynał prezbiter (1817–1825)
- Karl Kajetan Gaisruck (1829–1846)
- Charles Acton (21 grudnia 1846 – 23 czerwca 1847)
- Giacomo Piccolomini (4 października 1847 – 17 sierpnia 1861)
- Pietro de Silvestri (27 września 1861 – 19 listopada 1875)
- Domenico Bartolini (3 kwietnia 1876 – 2 października 1887)
- Michelangelo Celesia, O.S.B. (25 listopada 1887 – 14 kwietnia 1904)
- József Samassa (11 grudnia 1905 – 20 sierpnia 1912)
- Franz Xavier Nagl (2 grudnia 1912 – 4 lutego 1913)
- Friedrich-Gustav Piffl (25 maja 1914 – 21 kwietnia 1932)
- Elia Dalla Costa (13 marca 1933 – 22 grudnia 1961)
- Giovanni Urbani (19 marca 1962 – 17 września 1969)
- Albino Luciani (5 marca 1973 – 26 sierpnia 1978) wybrany na papieża Jana Pawła I
- Marco Cé (30 czerwca 1979 – 12 maja 2014)
- Angelo De Donatis (28 czerwca 2018 – nadal)